# Borne (Bad Belzig)
Borne [ˈbɔə̯nə] ist ein Dorf in Brandenburg (Landkreis Potsdam-Mittelmark), das seit seiner Eingemeindung im Jahre 2002 Teil der Stadt Bad Belzig ist.

## Lage und Verkehrsraum

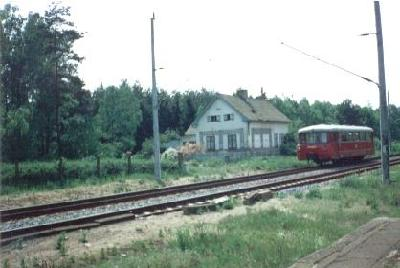
Bahnwärterhaus am ehemaligen Haltepunkt Borne (Mark), Mai 1993

Borne liegt im Südwesten Brandenburgs rund 5 Kilometer südwestlich von Bad Belzig im Naturpark Hoher Fläming. Die anderen Nachbarorte sind Bergholz im Südosten, Welsigke im Süden, Wiesenburg im Westen und Klein-Glien im Norden.
Durch Borne verlaufen der Europaradweg R1 (Calais–Sankt Petersburg) sowie unweit vom Ortskern entfernt der Europäische Fernwanderweg E11 (Coswig–Frankfurt).

### Bahnhof
Das Dorf liegt an der Bahnstrecke Berlin–Blankenheim und bekam 1913 einen Bahnhof, den Haltepunkt Borne (Mark). Er lag rund zwei Kilometer westlich von der Ortschaft auf dem ursprünglichen Grund des Gutes der Tschirschkys in Klein-Glien. Der Bahnhof wurde auf Betreiben der Gutsbesitzer errichtet, um deren Forst- und Landwirtschaftserzeugnisse zu verladen. Diese Lage machte den Haltepunkt auch von Welsigke leicht erreichbar; alle drei Dörfer liegen ungefähr gleich weit entfernt. Zu Zeiten des Bahnbaus war es üblich, bis zum Haltepunkt mit Pferdefuhrwerken zu fahren. Seit den Kriegs- und Nachkriegsjahren trägt die Bahnstrecke den Namen Heidelbeerbahn, weil zahlreiche Städter regelmäßig zum Sammeln von Pilzen and Beeren in die Gegend von Borne, Wiesenburg und Medewitz pendelten.
1989 wurde der Bahnhof geschlossen. Die Bahnhofsgebäude wurden in den 1990er Jahren verkauft und standen in der Folge jahrelang leer.

## Geschichte

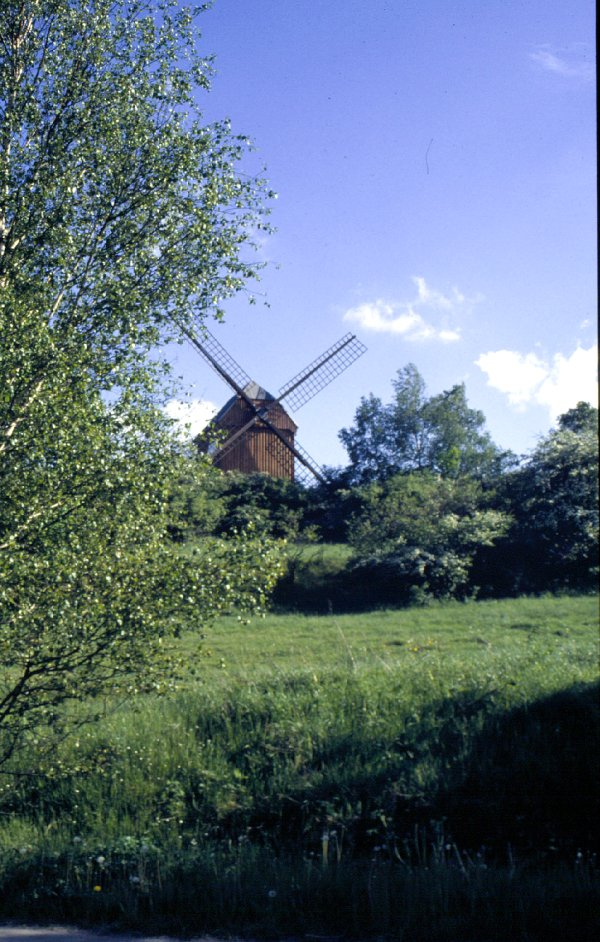
Borner Bockwindmühle

Das Dorf, einschließlich seiner Kirche St. Pankratius, wird in einer Schenkungs-Urkunde von 1227 erstmals als Borne erwähnt, was Ortsgründung und Kirchenbau zu einem früheren Zeitpunkt voraussetzt. Der Ortsname verweist auf einen Brunnen oder eine Quelle, vgl. Mittelniederdeutsch born(e) in der Bedeutung „Quelle, Quellwasser“.

### Eingemeindung
Borne wurde am 31. Dezember 2002 nach (Bad) Belzig eingemeindet.

### Bevölkerungsentwicklung
| Jahr      | 2014 | 2016 | 2017 | 2018 | 2020 | 2021 | 2022 | 2023 |
| --------- | ---- | ---- | ---- | ---- | ---- | ---- | ---- | ---- |
| Einwohner | 171  | 165  | 159  | 152  | 147  | 149  | 150  | 147  |

- Stand jeweils zum 31. Dezember eines jeden Jahres.
- Quelle: Stadtverwaltung Bad Belzig[1]

## Sehenswürdigkeiten
Bekannt ist Borne außer durch seine reizvolle Umgebung unter anderem durch seine restaurierte Bockwindmühle, die besichtigt werden kann. Außerdem gibt es in Borne die romanische Dorfkirche Borne aus Feldstein. Der internationale Kunstwanderweg führt auf dem Weg von Bad Belzig nach Wiesenburg (Südroute) durch Borne.

## Söhne und Töchter des Ortes
- Michael Rießler (* 1971), Sprachwissenschaftler